# Рышево
Ры́шево — деревня в Новгородском районе Новгородской области, входит в состав Савинского сельского поселения.
Расположена на правом берегу реки Мста, в 10 км от деревни Новоселицы. Ближайшие населённые пункты: деревни Сосновка, Глебово, Пятница.
В деревне есть четыре улицы:
- Заречная
- Зелёная
- Мстинская
- Сосновый (переулок)
- Просторная

| 2010 |
| ---- |
| 48   |

## История

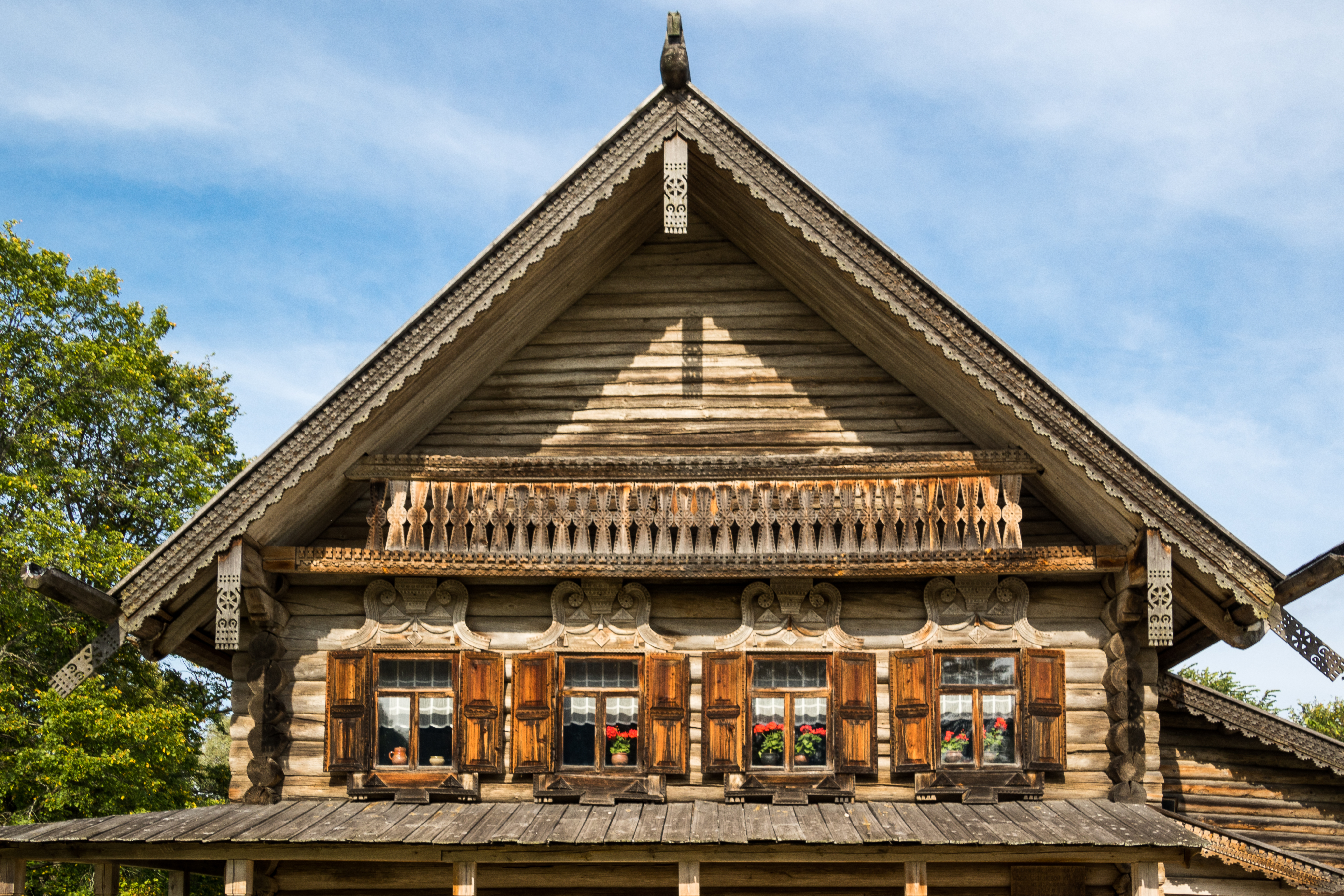
Изба Екимовой в Витославлицах

В 1969 году была разобрана изба Екимовой Марии Дмитриевны и вывезена в музей народного деревянного зодчества Витославлицы, где стала первой избой, перевезённой в музей.
До весны 2014 года деревня входила в состав ныне упразднённого Новоселицкого сельского поселения.

## Транспорт
Рышево имеет прямое автобусное сообщение с областным центром — дважды в день автобус № 103.